# José Otero de Arce
José  Otero de Arce (2 de marzo de 1917, Buenos Aires (Argentina) - 18 de noviembre de 1980) fue un general del Ejército Español, Director de Estudios de la Escuela de Estado Mayor que participó en la Segunda Guerra Mundial encuadrado en la División Azul, una división de infantería enviada por el régimen franquista para luchar contra la Unión Soviética en la Segunda Guerra Mundial. Se enmarcó dentro del Heer, ejército de la Alemania nazi.

## Biografía
Pasa su infancia en Chantada (provincia de Lugo), tomando parte en la guerra civil española como soldado voluntario, en las Milicias de Falange de Lugo, desde el 20 de julio de 1936. Tras hacer el curso de alféreces provisionales en Burgos, juró bandera como oficial el 8 de diciembre de 1936. El resto de la contienda sirvió en el Regimiento de Artillería Ligera n.º 16. Siendo teniente provisional de Artillería se alistó desde Laucien, en la División Azul, siendo asignado a la 7.ª batería del Regimiento 269.º del Coronel Martínez-Esparza. En noviembre de 1941, tras participar en los combates de la Cabeza de Puente del Volchov recibiendo poco después la orden de organizar una Compañía de Esquiadores. Con esta unidad combatió en la batalla del cruce del lago Ilmen, en enero de 1942. Continuó en la campaña hasta el 2 de junio de 1943 en que fue destinado a la Representación de la División Azul en Berlín. Regresó a España en octubre de 1943, para hacer la Academia de Transformación en Segovia. Realizó los cursos correspondientes en la Escuela de Estado Mayor saliendo diplomado con la Promoción 46.º. Con posterioridad, entre otros destinos, ejerció como agregado militar en las embajadas de Londres y Dublín. Alcanzaría el empleo de general de Brigada de Artillería en 1979 falleciendo en Cádiz el 18 de noviembre de 1980.

## Condecoraciones
Medalla Militar Individual y dos Cruces de Hierro de Primera y Segunda Clase.